# روث هنیگ
بارونِس روث هنیگ (انگلیسی: Ruth Henig, Baroness Henig؛ زادهٔ ۱۰ نوامبر ۱۹۴۳) تاریخ‌نگار، و استاد دانشگاه اهل بریتانیا است. او همچنین در سال ۱۹۹۲ نامزد حزب کارگر برای کرسی لانکاشر در مجلس بریتانیا (که قبلاً به همسر او تعلق داشت) شد ولی رقابت را با تنها ۳۰۰۰ رأی به نامزد حزب محافظه‌کار باخت.
او همچنین برندهٔ جوایزی همچون نشان امپراتوری بریتانیا شده‌است.